# Gian Carlo Vacchelli
Gian Carlo Vacchelli Corbetto (16 de diciembre de 1981-12 de agosto de 2020) fue un periodista, comentarista deportivo y político peruano, congresista de la república por el período parlamentario 2011-2016.

## Biografía

### Carrera periodística
Apodado El Angelito, desde muy joven estuvo vinculado al mundo del deporte peruano. Fue periodista deportivo y presentó los programas deportivos La noche del 11 y El ángel del deporte (2008-2009) en RBC Televisión.

### Carrera política
Entre 2011 y 2016, fue miembro de Fuerza 2011 y elegido congresista de la República por el distrito de Lima. Durante la legislatura presentó diversos proyectos de ley a favor del deporte y las personas con discapacidad, de los cuales fueron aprobados 49.
Se presentó a la reelección en 2016 pero perdió su escaño.

## Vida personal
Nació con hidrocefalia y osteogénesis imperfecta, y usaba una silla de ruedas para desplazarse.
Se casó con Evelyn Osorio el 13 de mayo de 2015.
Falleció el 12 de agosto de 2020 a causa de un paro cardiorrespiratorio.